# Lago de Tovel
El lago de Tovel (del italiano: lago di Tovel) es un pequeño lago de la provincia de Trento, en la región italiana de Trentino-Alto Adigio. A una altitud de 1.178 m s. n. m., su superficie es de 0,38 km².
El lago ha sido reconocido como un humedal de importancia internacional bajo la convención de Ramsar en el año 1980.